# ミナルディ・M02
ミナルディ・M02（Minardi M02）は、ミナルディが2000年のF1世界選手権参戦用に開発したフォーミュラ1カー。デザイナーはグスタフ・ブルナー。2年目のマルク・ジェネと、ルーキーのガストン・マッツァカーネがドライブした。

## 概要
M02は基本的に前年のM01を踏襲している。チームの予算的に大掛かりな開発は望めないものの、F1で初めてチタンキャスティングのギアボックスケースを導入し、リアサスペンションに水平トーションバーを採用するなど、技術的にはかなりの評価を得た。
エンジンはフォード・ゼテックRエンジンを自社メンテナンスしたものをフォンドメタルエンジンと称して搭載するが、パワー不足は隠しようが無かった。「エンジンさえ何とかなれば、中団グループに定着できるのではないか」という声もあった。
新たな黄色のカラーリングは人目を引いたものの、チームの成績向上は僅かであった。チームはポイントを獲得することは無かったが、同様にノーポイントのプロスト・グランプリよりも良い成績を上げることができた。コンストラクターズランキング10位以内に入ったことで、チームは2001年のテレビ中継収入を受け取る資格を得ることができた。
年末になるとテレフォニカはスポンサーを撤退し、フォンドメタルのボスであるガブリエーレ・ルミは健康問題からチームの売却を強いられ、2001年の予算問題が解決するまで創始者のジャンカルロ・ミナルディにチームを預けた。幸いにもチームはオーストラリアの企業家、ポール・ストッダートに売却されることとなった。

## F1における全成績
(key) （太字はポールポジション）
| 年     | チーム     | エンジン           | タイヤ | ドライバー               | 1   | 2   | 3   | 4   | 5   | 6   | 7   | 8   | 9   | 10  | 11  | 12  | 13  | 14  | 15  | 16  | 17  | ポイント | 順位 |
| ------ | ---------- | ------------------ | ------ | ------------------------ | --- | --- | --- | --- | --- | --- | --- | --- | --- | --- | --- | --- | --- | --- | --- | --- | --- | -------- | ---- |
| 2000年 | ミナルディ | フォンドメタル V10 | B      |                          | AUS | BRA | SMR | GBR | ESP | EUR | MON | CAN | FRA | AUT | GER | HUN | BEL | ITA | USA | JPN | MAL | 0        | NC   |
| 2000年 | ミナルディ | フォンドメタル V10 | B      | マルク・ジェネ           | 8   | Ret | Ret | 14  | 14  | Ret | Ret | 16  | 15  | 8   | Ret | 15  | 14  | 9   | 12  | Ret | Ret | 0        | NC   |
| 2000年 | ミナルディ | フォンドメタル V10 | B      | ガストン・マッツァカーネ | Ret | 10  | 13  | 15  | 15  | 8   | Ret | 12  | Ret | 12  | 11  | Ret | 17  | 10  | Ret | 15  | 13  | 0        | NC   |

## 参照
1. ↑  “Mazzacane and Alonso join Gene at Minardi”.   grandprix.com (2000年2月21日). 2010年12月12日閲覧。
2. 1 2  『アズ・エフ 2000F1総集編』、三栄書房、120-121頁。
3. ↑  “Formula 1 results archive”.  FIA. 2010年12月12日閲覧。
4. ↑  “Minardi lose Telefonica backing”. BBC News. (2000年10月17日) 2010年12月12日閲覧。
5. ↑  “Australian tycoon buys Formula One team Minardi”. The Independent. (2001年1月30日) 2010年12月12日閲覧。
6. ↑  “Formula 1 results archive–Minardi 2000”.   FIA. 2010年12月12日閲覧。